# Genie Music
Genie Music (Hangul: 지니 뮤직), subsidiária da KT Corporation, é uma empresa sul-coreana especializada na produção e distribuição de conteúdo musical. Seu serviço de streaming de música é o segundo mais utilizado na Coreia do Sul, com 2,5 milhões de assinantes em junho de 2018.

## História
A história da empresa pode ser traçada a partir da divisão de conteúdos musicais da Blue Cord Technology, criada em 1991. A mesma divisão possuía então a Muz (agora Olleh Music), um dos principais portais de música do país. A divisão também foi fortalecida pela aquisição da Doremi Media (uma das mais conhecidas editoras discográficas da Coreia do Sul) em 2000.
Em 2007, a Blue Cord foi adquirida pela KT Freetel e, ao se fundir com a primeira, transformou a divisão musical em uma companhia separada chamada KTF Music. Em 2009, a empresa foi renomeada como KT Music devido à fusão da KTF e sua controladora KT Corporation. Em 2012, adquiriu a KMP Holdings.
Após o investimento da LG Uplus, a empresa mudou seu nome para Genie Music em março de 2017. Em outubro de 2018, a Genie Music e a CJ Digital Music da CJ ENM se uniram, sendo a Genie Music a empresa sobrevivente.

## Ativos
- Genie (serviço de música online)
- Mnet.com (serviço de música online, contendo o nome do canal musical Mnet desde 2018. Nome licenciado da CJ ENM)
- Shop&Genie (serviço de música para lojistas e outros negócios)

## Distribuição de música

### Presente

#### Coreia do Sul
- YG Entertainment
- Star Empire Entertainment
- Baljunso (2014–presente)
- Signal Entertainment Group
- Stone Music Entertainment (somente formato digital; 2018-presente)
  - MMO Entertainment
  - The Music Works
  - Jellyfish Entertainment
  - CJ Victor Entertainment
  - B2M Entertainment
  - HiLite Records
  - AOMG (também com Kakao M)
  - HighUp Entertainment
  - Amoeba Culture
  - Swing Entertainment
  - Off The Record Entertainment
  - LM Entertainment
  - JTG Entertainment
- Dreamcatcher Company (anteriormente como Happy Face Entertainment)
- Music Factory Entertainment

#### Internacional
- Stone Music Entertainment (somente formato digital; 2018-presente)
  - King Records - divisão 'You be Cool' (AKB48)

### Passado

#### Coreia do Sul
- J. Tune Camp (extinto)
- JYP Entertainment (até 2018; agora com IRIVER)
- Lion Media
- MBK Entertainment (2013–2014; agora com Interpark Music)
- NH Media
- SM Entertainment (até 2018; agora com IRIVER)
- Stardom Entertainment (extinto)
- Starkim Entertainment
- YMC Entertainment
- Astory Entertainment (2017–2019) (agora com Kakao M)

#### Internacional
- Avex Group (até 2018; agora com IRIVER)
- J Storm (até 2018; agora com IRIVER)